# Jean Dieudonné

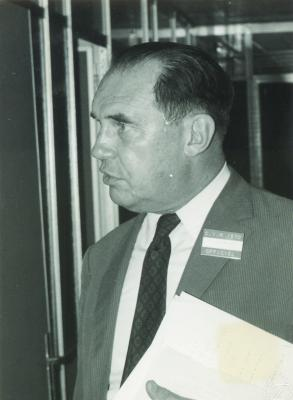
Jean Dieudonné 1970

Jean Alexandre Eugène Dieudonné (* 1. Juli 1906 in Lille; † 29. November 1992) war ein französischer Mathematiker. Er lieferte wertvolle Beiträge auf den Gebieten der abstrakten Algebra und der Funktionalanalysis. Darüber hinaus war er ein wichtiges Gründungsmitglied der Gruppe Bourbaki.

## Leben
Dieudonné studierte und promovierte 1924 bis 1931 an der École normale supérieure bei Paul Montel, unterbrochen von Aufenthalten an den Universitäten von Princeton und Berlin sowie der ETH Zürich. 1932–1933 war er Professor in Bordeaux, 1933–1937 in Rennes, 1937–1952 in Nancy, mit Gastprofessuren in Straßburg und São Paulo (Brasilien). 1952 ging er in die USA und lehrte dort zunächst an der University of Michigan in Detroit. Von 1953 bis 1959 war er Professor für Mathematik an der Northwestern University in Evanston (Illinois) nahe Chicago. 1959 kehrte Dieudonné nach Paris zurück und war bis 1964 am IHES. Seit 1964 hatte er einen Lehrstuhl in Nizza inne.
1934 gründete er zusammen mit anderen Mathematikern die Gruppe Bourbaki. Er war dort (zusammen mit André Weil) einer der beiden führenden Köpfe. Inzwischen gilt es als erwiesen, dass die meisten Texte, die unter dem Pseudonym Bourbaki veröffentlicht wurden, in ihrer Endfassung von Dieudonné stammen. Er verfasste auch meist die Erstfassung (Dieudonnés Monster genannt), die dann zahlreiche Revisionen durchlief (jedes Bourbaki-Mitglied hatte Vetorecht). Dieudonné war auch ein vehementer Verfechter einer völligen Erneuerung des Mathematikunterrichts (Neue Mathematik), wozu er die Parole ausgab: „Nieder mit Euklid! Tod den Dreiecken!“ Zuerst geschah dies öffentlich auf einer Internationalen Konferenz im Kloster Royaumont in Asnières-sur-Oise im November/Dezember 1959. Keinesfalls jeder in der Bourbaki-Gruppe teilte allerdings Dieudonnés Ansichten (der zudem offiziell schon 1956 mit Erreichen des 50. Geburtstags aus Bourbaki ausgeschieden war).
Sein Talent für das Verfassen von Lehrbüchern und die große Zusammenschau zeigte sich aber auch in den monumentalen Éléments de géometrie algébrique, die er zusammen mit Alexander Grothendieck in den 1960er Jahren verfasste, und die die Grundlagen für den weiteren Ausbau der Theorie in den Séminaires de géometrie algébrique (SGA) der Grothendieck-Schule bildeten. In seinem kurzen zweibändigen Cours de géometrie algébrique gibt er einen kürzeren Abriss, wobei er im ersten Band auch ausführlich auf die Geschichte dieses Gebietes eingeht.
Weitere Arbeitsgebiete waren z. B. Gruppentheorie, Lie-Gruppen, Funktionalanalysis (Theorie topologischer Vektorräume, Spektraltheorie), Topologie (1944 führte er den Begriff des parakompakten Raumes ein, die Dieudonné-Planke ist nach ihm benannt).
Bekannt ist er aber vor allem durch seine Éléments d’Analyse, die in mehreren Bänden die ganze Analysis bis zur Differentialgeometrie, Lie-Gruppen und Spektraltheorie behandeln, die sich aber an Fortgeschrittene wenden. Er verfasste aber auch Lehrbücher zur Analysis und Linearen Algebra/Geometrie für Anfänger.
1944 wurde Dieudonné mit einem Preis der Académie des sciences ausgezeichnet und 1968 deren Mitglied. 1971 erhielt er den Leroy P. Steele Prize der American Mathematical Society. 1954 hielt er einen Plenarvortrag auf dem Internationalen Mathematikerkongress in Amsterdam (Le calcul différentiel dans les corps de caractéristique p > 0). 1964 war er Präsident der Société Mathématique de France. 1972 wurde er Ehrenmitglied der London Mathematical Society und 1974 assoziiertes Mitglied der Académie royale des Sciences, des Lettres et des Beaux-Arts de Belgique. Er war Mitglied der Ehrenlegion (Offizier).
Dieudonné war auch ein ausgezeichneter Pianist. Er ging auch in Konzerte meist mit der Partitur, wobei er aufstöhnte, wenn die Musiker eine Note vergaßen. Sein Interesse für Mathematikgeschichte manifestierte sich in mehreren Büchern, u. a. in den mathematikgeschichtlichen Exkursen der Bourbaki-Bücher (1960 separat als Bourbakis Eléments d'histoire des mathématiques herausgegeben). Er schrieb u. a. die Artikel zu Henri Poincaré und Hermann Weyl im Dictionary of Scientific Biography. Außerdem gab er die Werke von Camille Jordan heraus.

## Schriften
- La géométrie des groupes classiques, Springer 1955, 3. Aufl. 1973
- Introduction to the theory of formal groups, Dekker 1973
- Grundzüge der modernen Analysis, 9 Bde., Vieweg Verlag (engl. Foundations of Modern Analysis, frz. Éléments d'Analyse, 1960 bis 1982)
  - Mit Kapitelangaben der englischen Ausgabe: Band 1 (Kapitel 1 Elements of the theory of sets, 2 Real numbers, 3 Metric spaces, 4 Additional properties of the real line, 5 Normed spaces, 6 Hilbert spaces, 7 Spaces of continous functions, 8 Differential calculus, 9 Analytic functions. Anhang zu 9: Applications of analytic functions to plane topology, 10 Existence theorems, 11 Elementary spectral theory), Band 2 (Kapitel 12 Topology and topological algebra, 13 Integration, 14 Integration in locally compact groups, 15 Normed algebras and spectral theory), Band 3 (Kapitel 16 Differential manifolds, 17 Differential calculus on a differential manifold, Appendix Multilinear Algebra), Band 4 (Kapitel 18 Differential calculus on a differential manifold 2 (elementary global theory of first- and second-order differential equations. Elementary local theory of differential systems), 19 Lie Groups and Lie algebras, 20 Principal connections and Riemannian geometry, Appendix: Tensor products and formal power series), Band 5 (Kapitel 21 Compact Lie groups and semisimple Lie groups, Appendix: Modules), Band 6 (Kapitel 22 Harmonic analysis), Band 7 (Kapitel  23 Linear functional equations, Teil 1 Pseudodifferential Operators), Band 8 (Kapitel 23 Linear functional equations, Teil 2 Boundary value problems), Band 9 erschien nur in Französisch (1982) und Deutsch (Kapitel 24  Topologie algébrique et topologie différentielle élémentaire). Ein geplanter zehnter Band über nichtlineare Probleme wurde nie veröffentlicht.[7][8]
  - Deutsche Ausgabe bei Vieweg (1972 bis 1987): Band 1 (Kapitel 1 Anfangsgründe der Mengenlehre, 2 Reelle Zahlen, 3 Metrische Räume, 4 Weitere Eigenschaften der reellen Zahlengeraden, 5 Normierte Räume, 6 Hilbert-Räume, 7 Räume stetiger Funktionen, 8 Differentialrechnung, 9 Analytische Funktionen, Anhang: Anwendungen analytischer Funktionen auf die Topologie der Ebene, 10 Existenzsätze, 11 Elementare Spektraltheorie), Band 2 (12 Topologie und topologische Algebra, 13 Integration, 14 Integration auf lokal kompakten Gruppen, 15  Normierte Algebren und Spektraltheorie), Band 3 (Kapitel 16 Differenzierbare Mannigfaltigkeiten, 17 Differentialrechnung auf einer differenzierbaren Mannigfaltigkeit: 1. Distributionen und Differentialoperatoren), Band 4 (Kapitel 18 Differentialrechnung auf einer differenzierbaren Mannigfaltigkeit, Teil 2: Elementare global theorie der Differentialgleichungen erster und zweiter Ordnung. Elementare lokale Theorie differenzierbarer Systeme, 19 Liesche Gruppen und Liesche Algebren, 20 Hauptzusammenhänge und Riemannsche Geometrie), Band 5/6 (Kapitel  21 Kompakte Liesche Gruppen und halbeinfache Liesche Gruppen, 22 Harmonische Analysis), Band 7 (Kapitel 23 Lineare Funktionalgleichungen 1:  Pseudodifferentialoperatoren), Band 8 (Kapitel 23 Lineare Funktionalgleichungen:  Randwertprobleme), Band 9 (Kapitel 24: Algebraische Topologie und Differentialtopologie)
- Calcul infinitesimal, Hermann 1968
- Algèbre linéaire et géométrie élémentaire, Hermann 1964, auch engl. Linear algebra and geometry 1969
- mit Grothendieck Éléments de geometrie algebrique, mehrere Bde., ab 1960
- Cours de géometrie algébrique, 2 Bände 1974 (im 1. Band historischer Abriss)
- Historical development of algebraic geometry, American Mathematical Monthly 1972, Nr. 10
- A history of algebraic and differential topology 1900–1960, Birkhäuser Verlag 1988
- History of functional analysis, North-Holland 1981
- Une brève histoire de la topologie, in Jean-Paul Pier ed. Development of Mathematics 1900–1950, Birkhäuser 1994, S. 35–150.
- L'école mathématique francaise du 20.siècle, in J.-P.Pier ed. Development of Mathematics 1950–2000, Birkhäuser 2000
- als Herausgeber und Mitautor: Geschichte der Mathematik 1700–1900 – ein Abriss. Vieweg 1985 (online bei archive.org), frz. Original: Abrégé d'histoire des mathématiques: 1700–1900, Hermann 1978
- Mathematics – the music of reason, Springer 1992
- Pour l'honneur de l'esprit humain: les mathématiques aujourd'hui, Hachette 1987
- A panorama of pure mathematics – as seen by Nicolas Bourbaki, Academic Press 1982 (frz. Original Gauthier-Villars 1977)